# Claren (Glockengießer)
Claren ist der Name einer Familie, deren Mitglieder im 18. und 19. Jahrhundert als Metall- und Glockengießer in Köln und Sieglar tätig waren.

## Geschichte
Die Glockengießerei Claren führt ihren Ursprung auf Jacob Claren (1754 bis 1794) zurück, der 1777 Veronika Kaus, die Witwe des Glockengießermeisters Franz Lambert Fuchs, heiratete. Sein Sohn Georg verlegte die Glockengießerei 1816 nach Sieglar. Bis 1981 wurden an der heutigen Rathausstraße 1 über 1000 Glocken gegossen. Anfang 1990 wurden bei Ausschachtungsarbeiten an dieser Stelle unter anderem zwei Glockengruben und Rückstände von Gießvorgängen gefunden.
Von 1816 bis 1822 firmierte das Unternehmen unter dem Namen ''Gebrüder Claren in Sieglar'', ab August 1822 als ''Georg Claren - Kunst und Glokengiesser, Sieglahr". Chef der Firma und Glockengießermeister war Georg (von 1816 bis 1852) und anschließend - bis zu seinem Tode im Jahr 1891 der Neffe Christian Claren. Dazu kamen die Gelbgießer und Kupferschläger (und Halbbrüder Georgs) Heinrich (von 1816 bis 1822) und Wilhelm (von 1822 bis zu seinem Tod 1869). In den 1820er bis 1840er Jahren wurden auch einzelne Glocken gegossen, auf denen zusätzlich ein Stephan Hilgers als Glockengießermeister genannt wurde. Christians Nachkommen führten das Unternehmen nicht fort.

## Personen
Stammliste
1. Adam Anton Claren, erwarb 1715 als Ausstädtischer das Kölner Bürgerrecht; heiratete am 19. August 1712 Gudula Antweiler
  1. Johann Georg Claren (* 16. September 1721 in Köln; † 22. Dezember 1785 in Köln), erwarb am 1. Januar 1752 das Bürgerrecht als Einheimischer; heiratete am 2. Februar 1752 Anna Margareta Schmitz (* etwa 1715; † 14. April 1798)
    1. Jacob Claren - Glockengießer in Köln (* 4. Oktober 1754; † 14. Oktober 1794); heiratete (a) am 21. Oktober 1777 Veronika Kaus (* 14. Februar 1744; † 11. Februar 1786), (b) am 26. März 1786 Ursula Berghausen; vier Söhne und drei Töchter
      1. Johann Georg Claren - Glockengießer in Sieglar (* 4. November 1781 in Köln; † 14. Februar 1852 in Sieglar), Sohn von (a); unverheiratet
      2. Johann Heinrich Josef Claren - Glockengießer und Feuerspritzenmacher in Sieglar und Weiß - nach 1825 (* 10. Juni 1787 in Köln; † 14. September 1859 in Bonn), Sohn von (b); dreimal verheiratet
      3. Wilhelm Josef Claren - Kupferschläger in Remscheid (* 12. Juli 1789 in Sieglar; † 6. September 1869 in Bonn); heiratete am 27. November 1828 Margareta Weidenbrück (* 2. März 1797 in Sieglar; † 29. März 1860)
        1. Christian Claren - Glockengießer in Sieglar (* 21. Juli 1826 in Sieglar; † 13. Juli 1891 Sieglar); heiratete am 7. April 1853 Anna Gertrud Heider (* 2. Februar 1827 in Geislar; † 25. Juni 1872 in Sieglar); fünf Söhne, drei Töchter
          1. Conrad Claren Former und Gastwirt in Sieglar (* 21. Mai 1862 in Sieglar; † 26. August 1918 in Oberlar); heiratete am 24. September 1896 Anna Maria Billig (* 9. Dezember 1866 in Godesberg; † 23. November 1948 in Oberlar)

## Werke
Nachstehend ist eine Auswahl von über 130 Claren-Glocken zusammengestellt, die noch in Betrieb oder in der Literatur beschrieben sind.
| Ort                                  | Gebäude                                               | Name                          | Gussjahr  | Gießer                           | Durchmesser (mm)                                   | Masse (kg)                                         | Schlagton (HT-1/16)                                | Inschrift / Anmerkungen / Quelle |
| ------------------------------------ | ----------------------------------------------------- | ----------------------------- | --------- | -------------------------------- | -------------------------------------------------- | -------------------------------------------------- | -------------------------------------------------- | --- |
| Kahlenborn (Vettelschoß)             |                                                       |                               | 1773      | Jacob Claren                     | ?                                                  | ?                                                  | ?                                                  | Im Ersten Weltkrieg beschlagnahmt |
| Ommerborn (Wipperfürth)              | St. Johannes der Täufer                               |                               | 1774      | Jacob Claren                     | 490                                                | 85                                                 | g2+8                                               | "JACOB CLAREN GOSS MICH IN KOELN ANNO 1774" (S. 71)                                                                                     |
| Gräfrath (Solingen)                  |                                                       |                               | 1779      | Jacob Claren                     | ?                                                  | ?                                                  | ?                                                  | Im Ersten Weltkrieg beschlagnahmt |
| Grefrath (Neuss)                     |                                                       |                               | 1779      | Jacob Claren                     | ?                                                  | ?                                                  | ?                                                  | Im Ersten Weltkrieg beschlagnahmt |
| Hönningen am Rhein                   |                                                       |                               | 1781      | Jacob Claren                     | ?                                                  | ?                                                  | ?                                                  | [ 2 ] |
| Wiesdorf bei Solingen                |                                                       |                               | 1782      | Jacob Claren                     | ?                                                  | ?                                                  | ?                                                  | [ 2 ] |
| Dülken (Viersen)                     | St. Cornelius                                         |                               | 1785      | Jacob Claren                     | ?                                                  | ?                                                  | ?                                                  | 1875 von Christian Claren eingeschmolzen                                                                                                |
| Sand (Bergisch Gladbach)             |                                                       |                               | 1789      | Jacob Claren                     | ?                                                  | ?                                                  | ?                                                  | |
| Düttling (Heimbach)                  | St. Apollonia                                         |                               | 1789      | Jacob Claren                     | ?                                                  | 25                                                 | ?                                                  | "Ad Laudem Dei, Jacob Klaren COLLEN GOS MICH anno 1789"                                                                                 |
| Heiligenhaus                         | St. Jakobus Abtsküche                                 |                               | 1792      | Jacob Claren                     | ?                                                  | ?                                                  | ?                                                  | "Ad Laudem Dei, Jacob Claren in Koeln fecit anno 1792"                                                                                  |
| Langerfeld (Wuppertal)               | Alte Kirche Langerfeld                                | Glocke I                      | 1792      | Jacob Claren                     | ?                                                  | ?                                                  | ?                                                  | Im Ersten Weltkrieg untergegangen |
| Langerfeld (Wuppertal)               | Alte Kirche Langerfeld, jetzt Evang. Kirche Pülsoehde | Glocke II                     | 1792      | Jacob Claren                     | 690                                                | 210                                                | fis                                                | AD LAUDEM DEI JACOB CLAREN IN KOELN ME FECIT 1792, (S. 150)                                                                             |
| Sieglar (Troisdorf)                  | St. Johannes vor dem Lateinischen Tore                | Zwei Glocken                  | 1816      | Gebrüder Claren                  | ?                                                  | ?                                                  | ?                                                  | Im Ersten Weltkrieg zerstört |
| Altenrath (Troisdorf)                | St. Georg                                             | Eine Glocke                   | 1818      | Gebrüder Claren                  | ?                                                  | ?                                                  | ?                                                  | 1929 ersetzt |
| Kenten (Bergheim)                    | St. Hubertus                                          | Eine Glocke                   | 1818      | Gebrüder Claren                  | ?                                                  | ?                                                  | ?                                                  | [ 2 ] |
| Neunkirchen (Neunkirchen-Seelscheid) | St. Margareta                                         | Donatus                       | 1818      | Gebrüder Claren                  | 1420                                               | 1750                                               | des1+4                                             | DIESE GLOCKE WURDE AUF KOSTEN DER PFARR NEUNKIRCHEN VON NEUEM UMGEGOSSEN DURCH DIE GEBRUEDER CLAREN VON SIEGLAR IM JAHR 1818 (S. 36 ff) |
| Seelscheid (Neunkirchen-Seelscheid)  | St. Georg                                             | Maria (alt)                   | 1818      | Gebrüder Claren                  | 420                                                | 40                                                 | a2+4                                               | GEGOSSEN DURCH GEBRUEDER CLAREN IN SIEGLAR IM JAHR 1818 (S. 31 ff)                                                                      |
| Stoßdorf (Hennef)                    | Kloster Zissendorf                                    | Eine Glocke                   | 1818      | Gebrüder Claren                  | ?                                                  | ?                                                  | ?                                                  | untergegangen |
| Meckenheim                           | St. Johannes der Täufer                               | Katharina                     | 1819      | Gebrüder Claren                  | 1125                                               | 900                                                | f1 −4                                              | Rückseite: "GEGOSSEN DURCH GEBRUEDER CLAREN IN SIEGLAR * MECKENHEIM, DEN 20. AUGUST 1819, Im Zweiten Weltkrieg beschlagnahmt.           |
| Sieglar (Troisdorf)                  | Eremitage Ravensberg                                  | Eine Glocke                   | 1820      | Gebrüder Claren                  | ?                                                  | ?                                                  | ?                                                  | Ein Glöckchen für den Dachreiter als Dank für die Trauung von Heinrich Claren                                                           |
| Friesdorf (Bonn)                     | St. Servatius                                         | Drei Glocken                  | 1821      | Gebrüder Claren                  | ?                                                  | ?                                                  | ?                                                  | 1891, 1917 und 1921 eingeschmolzen |
| Kempen                               | Haus Bockdorf                                         |                               | 1821      | Gebrüder Claren, Stephan Hilgers | 470                                                | 56                                                 | ?                                                  | "GEGOSSEN DURCH DIE GEBRUEDER * CLAREN UND STEPHAN HILGER * IN SIEGLAR ANNO 1821"                                                       |
| Wipperfürth                          | St. Antonius                                          | Maria                         | 1821      | Gebrüder Claren                  | 685                                                | 170                                                | d2-4                                               | "DEO TER(I) OPTIMO B.M.V. * SINE LABE CONCEPTAE * GEGOSSEN DURCH GEBRUEDER CLAREN * IN SIEGLAR ANNO 1821" (S. 37 ff)                    |
| Wipperfürth                          | St. Antonius                                          | Franziskus und Antonius       | 1821      | Gebrüder Claren                  | 517                                                | 80                                                 | fis2+3                                             | "DEO TER(I) OPTIMO B.M.V. * SINE LABE CONCEPTAE * GEGOSSEN DURCH GEBRUEDER CLAREN * IN SIEGLAR ANNO 1821" (S. 37 ff)                    |
| Hülsenbusch (Gummersbach)            | Ev. Gemeinde                                          | Eine Glocke                   | 1822      | Gebrüder Claren                  | ?                                                  | ?                                                  | ?                                                  | "Diese Glocke ist gegossen worden im Monat August für die evangelische Gemeinde zum Hülsenbusch durch die Gebrüder Claren Sieglar"      |
| Oberbachem (Wachtberg)               | Heilige Drei Könige                                   |                               | 1823      | Georg Claren                     | ?                                                  | ?                                                  | ?                                                  | Im Ersten Weltkrieg beschlagnahmt |
| Gimborn (Marienheide)                | St. Johannes Baptist                                  | Elisabeth                     | 1824      | Georg Claren                     | 982                                                | 550                                                | g1-1                                               | September 1824 von dem Georg Claren in Sieglar (S. 65ff)                                                                                |
| Lengsdorf (Bonn)                     | St. Petri in Ketten                                   |                               | 1828      | Georg Claren                     | ?                                                  | ?                                                  | ?                                                  | Im Ersten Weltkrieg zerstört |
| Hassels (Düsseldorf)                 | St. Antonius                                          | Glocke I                      | 1829      | Georg Claren                     | 750                                                | 198                                                | h1                                                 | (S. 148) |
| Niederdollendorf (Königswinter)      | St. Michael                                           |                               | 1829      | Georg Claren                     | ?                                                  | ?                                                  | ?                                                  | Gegossen von Georg Claren zu Sieglar |
| Opladen (Leverkusen)                 | St. Remigius                                          |                               | 1830      | Georg Claren, Stephan Hilgers    | 1010                                               | 680                                                | as1 −6                                             | "GEGOSSEN VON GEORG CLAREN UND STEPHAN HILGER ZU SIEGLAR 1830" (S. 51 ff)                                                               |
| Niederpleis (St. Augustin)           | St. Martinus                                          | Martinus                      | 1832      | Georg Claren                     | 1011                                               | 600                                                | g1 -2                                              | „… goss mich Georg Claren in Sieglar und man weihte mich zu Ehren des hl. Bischof Martin.“) (S. 65 ff): evtl. 1838 (S. 67)              |
| Weidesheim (Euskirchen)              | St. Mariä Himmelfahrt                                 |                               | 1832      | Georg Claren                     | 745                                                | 250                                                | c2+5                                               | GEGOSSEN FÜR DIE GEMEINDE WEIDESHEIM VON G. CLAREN ZU SIEGLAR 1832) (S. 135 ff)                                                         |
| Neukirchen (Rheinbach)               | St. Margareta                                         | Sebastian und Margareta       | 1835      | Christian Claren                 | ?                                                  | ?                                                  | ?                                                  | "Renovatum sub domino pastore Roderburg 1835" Im Ersten Weltkrieg beschlagnahmt                                                         |
| Widdig (Bornheim)                    | St. Georg                                             | Georg                         | 1835      | Georg Claren                     | 481                                                | 65                                                 | g2+5                                               | DIE GEMEINDE WIDDIG LIES DIESE GLOCKE ZUR EHRE DES H. GEORG VON G. CLAREN IN SIEGLAR IM JAHRE 1835 GIESSEN) (S. 83 ff)                  |
| Köln                                 | Klein St. Martin / St. Maria im Kapitol               | Martin                        | 1836      | Georg Claren, Stephan Hilgers    | 1830                                               | 3237                                               | a                                                  | Im Zweiten Weltkrieg Mai 1942 zerstört (S. 155)                                                                                         |
| Köln                                 | Klein St. Martin / St. Maria im Kapitol               | Maria                         | 1836      | Georg Claren, Stephan Hilgers    | 1450                                               | 1686                                               | cis1                                               | Im Zweiten Weltkrieg Mai 1942 zerstört (S. 155)                                                                                         |
| Köln                                 | Klein St. Martin / St. Maria im Kapitol               | Barbara                       | 1836      | Georg Claren, Stephan Hilgers    | 1220                                               | 996                                                | e1                                                 | Im Zweiten Weltkrieg Mai 1942 zerstört (S. 155)                                                                                         |
| Firmenich (Mechernich)               | St. Barbara                                           |                               | 1837      | Georg Claren                     | 490                                                | 48                                                 | as2-7                                              | (S. 121-123) |
| Godorf (Köln)                        | St. Katharina                                         | Katharina                     | 1838      | Georg Claren                     | 370                                                | 110                                                | f2-5                                               | 1838 LIES DIE GEMEINDE GODORF DIESE GLOCKE ZUR EHRE DER HL. CATHARINA GIESSEN DURCH GEORG CLAREN IN SIEGLAR (S. 383ff)                  |
| Sieglar (Troisdorf)                  | St. Johannes vor dem Lateinischen Tore                |                               | 1838      | Georg Claren                     | 880                                                | 450                                                | a2 −3                                              | (S. 81 ff) |
| Villip (Wachtberg)                   | St. Simon und Judas Thaddäus                          | Marienglocke                  | 1840      | Georg Claren                     |                                                    |                                                    |                                                    | Von Georg Claren 1840 |
| Metternich (Weilerswist)             | St. Johannes der Täufer                               | Johannes                      | 1841      | Georg Claren                     | 859                                                | 340                                                | a1+5                                               | Umgegossen 1841 VON GEORG CLAREN IN SIEGLAR S. 159 ff                                                                                   |
| Metternich (Weilerswist)             | St. Johannes der Täufer                               | Margaretha                    | 1841      | Georg Claren                     | 681                                                | 145                                                | des2+8                                             | Umgegossen 1841 VON GEORG CLAREN IN SIEGLAR S. 159 ff                                                                                   |
| Düsseldorf                           | St. Lambertus                                         | Sakristeiglocke               | 1842      | Georg Claren                     | 490                                                | 63,5                                               | g2                                                 | "Gegossen von Georg Claren zu Sieglar 1842"                                                                                             |
| Blumenthal (Hellenthal)              | St. Brigida                                           | Erzengel Michael              | 1842      | Georg Claren, Stephan Hilgers    | 779                                                | 270                                                | h1 +1                                              | (S. 79 ff) |
| Holtorf (Bonn)                       | St. Antonius                                          |                               | 1843      | Georg Claren (?)                 | 332                                                | 25                                                 | cis3+8                                             | GRAEFIN VON SCHOENBORN – WIESENTHEID 1843 (S. 150ff)                                                                                    |
| Köln                                 | St. Cäcilien                                          | Cäcilia                       | 1843      | Christian Claren                 | 1170                                               | ?                                                  | ?                                                  | Im Ersten Weltkrieg beschlagnahmt |
| Buschhoven (Swisttal)                | St. Katharina                                         | Rosa Mystica                  | 1846      | Georg Claren                     | 823                                                | 350                                                | h1 - 5                                             | ''EINST RIEF ICH IN CAPELLEN * 1846 UMGEGOSSEN VON GEORG CLAREN IN SIEGLAR * 1971 UMGESCHMOLZEN ''                                      |
| Miel (Swisttal)                      | St. Georg                                             | Georg                         | 1847      | Georg Claren                     | 970                                                | 500                                                | gis1-2                                             | [ 8 ] |
| Troisdorf                            | St. Hippolytus                                        | Maria und Hippolytus          | 1848      | Georg Claren                     | ?                                                  | ?                                                  | ?                                                  | "1848 A fusore Georgio Claren in Sieglar denuo confecta". 1902 gegen neues Geläut ausgetauscht.                                         |
| Bonn                                 | St. Remigius                                          | Drei Glocken                  | 1849      | Christian Claren                 | ?                                                  | ?                                                  | ?                                                  | 1888 beim Brand der Kirche zerstört |
| Nümbrecht                            | Heilig Geist                                          | Mutter Gottes                 | 1849      | Georg Claren                     | 560                                                | 95                                                 | e2                                                 | "IM JAHRE 1849 LIES DIE PFARRE GUMMERSBACH DIESE GLOCKEN ZU EHREN DER MUTTER GOTTES DURCH GEORG CLAREN IN SIEGLAR GIESEN"               |
| Osberghausen (Engelskirchen)         | St. Mariä Namen                                       |                               | 1849      | Georg Claren                     | ?                                                  | 50                                                 | ?                                                  | (S. 34) |
| Euskirchen                           | St. Matthias                                          |                               | 1850      | Georg Claren u. St. Hilgers Sohn | 582                                                | 130                                                | fis2-6                                             | Aus der untergegangenen St. Marienkirche über die verlassene Klosterkirche St. Paschalis (S. 32)                                        |
| Witten                               | St. Marien                                            | Marienglocke                  | 1850      | Georg Claren                     | 1140                                               | 820                                                | e                                                  | Im Ersten Weltkrieg beschlagnahmt |
| Witten                               | St. Marien                                            | Josefsglocke                  | 1850      | Georg Claren                     | 1010                                               | 630                                                | fis                                                | Im Ersten Weltkrieg beschlagnahmt |
| Witten                               | St. Marien                                            | Johannesglocke                | 1850      | Georg Claren                     | 890                                                | 389                                                | gis                                                | Im Zweiten Weltkrieg zerstört |
| Westhoven (Köln)                     | St. Nikolaus                                          | Marienglocke                  | 1850      | Georg Claren                     | 541                                                | 100                                                | fis2+7                                             | "GEGOSSEN VON G. CLAREN IN SIEGLAR 1850"(S. 773 ff)                                                                                     |
| Pesch (Nettersheim)                  | St. Cäcilia                                           |                               | 1852      | Christian Claren                 | 850                                                | 375                                                | b1                                                 | (S. 207ff) |
| Menden (St. Augustin)                | St. Augustinus                                        | Augustinus                    | 1853      | Christian Claren                 | 963                                                | 525                                                | gis1 +11                                           | "Gegossen unter Pastor Dohm von Christian Claren in Sieglar am 23. Juli 1853." (S. 58)                                                  |
| Mörsenbroich (Düsseldorf)            | St. Franziskus Xaverius                               | Glocke III                    | 1853      | Christian Claren                 | 860                                                | 300                                                | b1                                                 | (S. 212) |
| Honnef                               | St. Johann Baptist                                    | Maria                         | 1854      | Christian Claren                 | 1854                                               | 1800                                               | cis1+1                                             | GEGOSSEN FUER DIE PFARR HONNEF VON CHRISTIAN CLAREN IN SIEGLAR 1854 (S. 8ff)                                                            |
| Plittersdorf (Bonn)                  | St. Evergislus                                        | Messglocke                    | 1854      | Christian Claren                 | 559                                                | 120                                                | fis2 −4                                            | "ZUR HL. MESSE RUFE ICH. KOMM HERBEI UND FREUE DICH. DEIN JESUS SELBST OPFERT SICH."(S. 93 ff)                                          |
| Boslar (Linnich)                     | St. Gereon                                            | Gereon                        | 1855      | Christian Claren                 | 1106                                               | 830                                                | ges1 −4                                            | [ 29 ] |
| Boslar (Linnich)                     | St. Gereon                                            | Kleine Maria                  | 1855      | Christian Claren                 | 867                                                | 400                                                | b1 −6                                              | [ 29 ] |
| Ranzel (Niederkassel)                | St. Aegidius                                          | Aegidius                      | 1855      | Christian Claren                 | 717                                                | 230                                                | d2-7                                               | (S. 35ff) |
| Rheydt (Mönchengladbach)             | St. Marien                                            |                               | 1855      | Christian Claren                 | 910                                                | 460                                                | a1 -1                                              | (S. 153 ff) |
| Königshoven (Bedburg)                | St. Peter                                             | Jesus Maria Josef             | 1856      | Christian Claren                 | 1287                                               | 1350                                               | e1-12                                              | (S. 47) |
| Königshoven (Bedburg)                | St. Peter                                             | Hl. Familie                   | 1856      | Christian Claren                 | 600                                                | 140                                                | f                                                  | "Christ Claren ex Sieglar me fecit" |
| Wormersdorf (Rheinbach)              | Ipplendorfer Kirche                                   | Maria                         | 1858      | Christian Claren                 | 891                                                | 400                                                | d2+6                                               | UNTER DEM PFARRER STEINNUSS ZU IPPLENDORF GOSS MICH UM CHRISTIAN CLAREN IN SIEGLAR 1858                                                 |
| Stürzelberg (Dormagen)               | St. Aloysius                                          | Aloysiusglocke                | 1858      | Christian Claren                 | ?                                                  | ?                                                  | ?                                                  | 1917 beschlagnahmt und eingeschmolzen                                                                                                   |
| Stürzelberg (Dormagen)               | St. Aloysius                                          | Alte Maria                    | 1858      | Christian Claren                 | 530                                                | 100                                                | g2-9                                               | "GEGOSSEN FUER DIE GEMEINDE STÜRZELBERG VON CHR. CLAREN IN SIEGLAR 1858" (S. 67 ff)                                                     |
| Königshoven (Bedburg)                | St. Peter                                             | Bartholomäus                  | 1860      | Christian Claren                 | 1040                                               | 600                                                | gis1-6                                             | "GEGOSSEN FUER DIE PFARRE KOENIGSHOVEN VON CHRISTIAN CLAREN IN SIEGLAR"(S. 51),                                                         |
| Königshoven (Bedburg)                | St. Peter                                             | Petrusglocke                  | 1860      | Christian Claren                 | 1280                                               | 1350                                               | e                                                  | "GEGOSSEN FUER DIE PFARRE KOENIGSHOVEN VON CHRISTIAN CLAREN IN SIEGLAR"(S. 51),                                                         |
| Köln                                 | Trinitatiskirche                                      | Glocke I                      | 1861      | Christian Claren                 | 1600                                               | 2300                                               | h0 +1                                              | „O Land Land Land höre des Herrn Wort!“ GEGOSSEN VON CHRISTIAN CLAREN IN SIEGLAR 1861                                                   |
| Köln                                 | Trinitatiskirche                                      | Glocke II                     | 1861      | Christian Claren                 | 1280                                               | 1190                                               | dis1 –3                                            | „O Land Land Land höre des Herrn Wort!“ GEGOSSEN VON CHRISTIAN CLAREN IN SIEGLAR 1861                                                   |
| Köln                                 | Trinitatiskirche                                      | Glocke III                    | 1861      | Christian Claren                 | 1070                                               | 700                                                | fis1 +6                                            | „O Land Land Land höre des Herrn Wort!“ GEGOSSEN VON CHRISTIAN CLAREN IN SIEGLAR 1861                                                   |
| Velbert                              | St. Marien                                            | Marienglocke                  | 1861      | Christian Claren                 | 880                                                | 550                                                | g                                                  | GEGOSSEN VON CHRISTIAN CLAREN IN SIEGLAR(S. 43,44),                                                                                     |
| Velbert                              | St. Marien                                            | Ludgerusglocke                | 1861      | Christian Claren                 | 890                                                | 390                                                | a                                                  | GEGOSSEN VON CHRISTIAN CLAREN IN SIEGLAR(S. 43,44),                                                                                     |
| Velbert                              | St. Marien                                            | Suitbertusglocke              | 1861      | Christian Claren                 | 780                                                | 260                                                | h                                                  | GEGOSSEN VON CHRISTIAN CLAREN IN SIEGLAR(S. 43,44),                                                                                     |
| Waldhausen (Mönchengladbach)         | St. Peter                                             |                               | 1861      | Christian Claren                 | 650                                                | 180                                                | d2                                                 | Unklar, ob durch Kriegseinwirkung vernichtet (S. 168)                                                                                   |
| Weidenpesch (Köln)                   | St. Stephan (Alte Heilig-Kreuz-Kirche)                | Solo-Glocke VI                | 1861      | Christian Claren                 | 780                                                | 260                                                | h1-4                                               | (S. 762) |
| Rodert (Münstereifel)                | Zu den Sieben Schmerzen Mariens                       | Josefsglocke                  | 1862      | Christian Claren                 | 450                                                | 48                                                 | a2+6                                               | "ME FECIT CHR. CLAREN EX SIEGLAR ", (S. 97 ff)                                                                                          |
| Braschoss (Siegburg)                 | St. Mariä Namen                                       | Glocke I                      | 1863      | Christian Claren                 | 486                                                | 65                                                 | a2                                                 | (S. 92f) |
| Braschoss (Siegburg)                 | St. Mariä Namen                                       | Glocke II                     | 1863      | Christian Claren                 | 380                                                | 25                                                 | ?                                                  | (S. 92f) |
| Steinbüchel (Leverkusen)             | St. Franziskus                                        | Hubertusglocke                | 1863      | Christian Claren                 | 676                                                | 160                                                | d2 −4                                              | GEGOSSEN VON CHRISTIAN CLAREN IN SIGLAR 1 8 6 3 (S. 97ff)                                                                               |
| Golzheim (Düsseldorf)                | St. Albertus Magnus                                   | Glocke I                      | 1864      | Christian Claren                 | 250                                                | 8                                                  | ?                                                  | S. 136 |
| Mehlem (Bonn)                        | St. Severin                                           | Barbara                       | 1864      | Christian Claren                 | 1078                                               | 850                                                | fis1 +9                                            | "CLAREN AUS SIEGLAR SIE NEU GEGOSSEN (1864)" (S. 114)                                                                                   |
| Wildbergerhütte (Reichshof)          | St. Bonifatius                                        |                               | 1864      | Christian Claren                 | 450                                                | 50                                                 | ?                                                  | (S. 48 ff) |
| Wülfrath                             | Evang.ref. Stadtkirche                                | Dreiergeläut                  |           | Christian Claren                 | Dreiergeläut, davon Glocke III jetzt in Varresbeck | Dreiergeläut, davon Glocke III jetzt in Varresbeck | Dreiergeläut, davon Glocke III jetzt in Varresbeck | Ursprünglich in der evang. ref. Kirche in Wülfrath                                                                                      |
| Elberfeld (Wuppertal)                | Kapelle, evang.-ref. Friedhof Varresbeck              | Glocke III aus Wülfrath       | 1865      | Christian Claren                 | 900                                                | 424                                                | a                                                  | Ursprünglich in der evang. ref. Kirche in Wülfrath                                                                                      |
| Cronenberg (Wuppertal)               | Heilige Ewalde                                        | Caritas                       | 1866      | Christian Claren                 | 912                                                | 400                                                | gis1+4                                             | Gegossen von Christian Claren in Sieglar 1866. (S. 50ff)                                                                                |
| Rohren (Monschau)                    | St. Cornelius                                         | Glocke I                      | 1867      | Christian Claren                 | 1230                                               | 1160                                               | e1                                                 | (S. 184 ff) |
| Rohren (Monschau)                    | St. Cornelius                                         | Glocke II                     | 1867      | Christian Claren                 | 1080                                               | 750                                                | fis1                                               | (S. 184 ff) |
| Bonn-Rheinviertel                    | Gertrudiskapelle                                      |                               | 1868      | Christian Claren                 | 450                                                | 50                                                 | ?                                                  | durch Kriegseinwirkung vernichtet (S. 63)                                                                                               |
| Embken (Nideggen)                    | St. Agatha                                            | Glocke I                      | 1868      | Christian Claren                 | 900                                                | 380                                                | a1                                                 | (S. 11) |
| Hemmerich (Bornheim)                 | St. Aegidius                                          | Martinus                      | 1868      | Christian Claren                 | 1060                                               | 800                                                | f1+6                                               | (S. 48 ff) |
| Leuscheid (Windeck)                  | St. Mariä Heimsuchung                                 | Maria II                      | 1868      | Christian Claren                 | 470                                                | 75                                                 | gis2+7                                             | GEGOSSEN VON CHRISTIAN CLAREN IN SIEGLAR 1868 (S. 95 ff)                                                                                |
| Bonn                                 | Schlosskirche                                         |                               | 1869      | Christian Claren                 | ?                                                  | ?                                                  | ?                                                  | Im Zweiten Weltkrieg beschlagnahmt |
| Bachem (Frechen)                     | St. Mauritius                                         |                               | 1870      | Christian Claren                 | 930                                                | 465                                                | as1 (?)                                            | Durch Kriegseinwirkungen zerstört (S. 34)                                                                                               |
| Brachbach                            | Friedhofskapelle                                      |                               | 1870      | Christian Claren                 | 370                                                | 32                                                 | c                                                  | Ursprünglich in St. Joseph, seit 1950 in der Friedhofskapelle                                                                           |
| Merten (Eitorf)                      | St. Agnes                                             | Agnes                         | 1870      | Christian Claren                 | 750                                                | 360                                                | h                                                  | 1870 umgegossen von Christian Claren in Sieglar                                                                                         |
| Merten (Eitorf)                      | St. Agnes                                             |                               | 1870      | Christian Claren                 | 770                                                | 270                                                | c2-8                                               | Durch Kriegseinwirkung vernichtet (S. 25ff)                                                                                             |
| Otzenrath (Jüchen)                   | St. Simon und Thaddäus                                |                               | 1870      | Christian Claren                 | 670                                                | 171                                                | h1                                                 | Unklar, ob durch Kriegseinwirkung vernichtet (S. 37 ff)<                                                                                |
| Ramersdorf (Bonn)                    | Kommende, Kapelle                                     |                               | 1870      | Christian Claren                 | 445                                                | 48                                                 | cis                                                | Im Besitz des Heimatvereins BN-Oberkassel                                                                                               |
| Rheineck (Breisig)                   | Karl Borromäus Kapelle                                | Hl. Dreifaltigkeit            | 1870      | Christian Claren                 | 380                                                | 32,5                                               | ?                                                  | "1870 RENOVATA. ME FECIT CHR.CLAREN EX SIEGLAR"                                                                                         |
| Koblenz                              | St. Pankratius                                        | Marienglocke                  | 1872      | Christian Claren                 | ?                                                  | ?                                                  | b                                                  | |
| Kommern (Mechernich)                 | St. Severinus                                         | ?                             | 1872      | Christian Claren                 | 1312                                               | 1350                                               | d1+8                                               | CLAREN REFVSA 126 ff |
| Kommern (Mechernich)                 | St. Severinus                                         | St. Severinus                 | 1872      | Christian Claren                 | 1233                                               | 1100                                               | e1+8                                               | CLAREN REFVSA 126 ff |
| Köln                                 | Groß St. Martin                                       | Glocke I                      | 1872      | Christian Claren                 | 1500                                               | 2200                                               | des1                                               | Durch Kriegseinwirkung zerstört S. 176                                                                                                  |
| Köln                                 | Groß St. Martin                                       | Glocke II                     | 1872      | Christian Claren                 | 1300                                               | 1340                                               | es1                                                | Durch Kriegseinwirkung zerstört S. 176                                                                                                  |
| Köln                                 | Groß St. Martin                                       | Glocke III                    | 1872      | Christian Claren                 | 1200                                               | 1000                                               | f1                                                 | Durch Kriegseinwirkung zerstört S. 176                                                                                                  |
| Köln                                 | Groß St. Martin                                       | Glocke IV                     | 1872      | Christian Claren                 | 1100                                               | 900                                                | ges1                                               | Durch Kriegseinwirkung nicht zerstört S. 177                                                                                            |
| Nettesheim (Rommerskirchen)          | St. Martinus                                          | Jesusglocke                   | 1872      | Christian Claren                 | 1478                                               | 1700                                               | c1+5                                               | MICH MIT DEN ANDEREN DREI GLOCKEN GOSS CHRISTIAN CLAREN ZU SIEGLAR 1872.Beschlagnahmt 1942, zurückgegeben 1947,(S. 119 ff)              |
| Nettesheim (Rommerskirchen)          | St. Martinus                                          | Marienglocke                  | 1872      | Christian Claren                 | 1315                                               | 1400                                               | d1+2                                               | MICH MIT DEN ANDEREN DREI GLOCKEN GOSS CHRISTIAN CLAREN ZU SIEGLAR 1872.Beschlagnahmt 1942, zurückgegeben 1947,(S. 119 ff)              |
| Nettesheim (Rommerskirchen)          | St. Martinus                                          | Martinusglocke                | 1872      | Christian Claren                 | 1080                                               | 750                                                | f1+2                                               | MICH MIT DEN ANDEREN DREI GLOCKEN GOSS CHRISTIAN CLAREN ZU SIEGLAR 1872.Beschlagnahmt 1942, zurückgegeben 1947,(S. 119 ff)              |
| Langendorf (Zülpich)                 | St. Cyriakus                                          | Cyriakus                      | 1873      | Christian Claren                 | 840                                                | 330                                                | b1+2                                               | CHRISTIANUS CLAREN IN SIEGLAR ME FECIT ANNO DOM(INI) MDCCCLXXIII (S. 75ff) 75                                                           |
| Niederdollendorf (Königswinter)      | St. Michael                                           | Michael                       | 1873      | Christian Claren                 | ?                                                  | 450                                                | b                                                  | Umguss von zwei alten Glocken, im Ersten Weltkrieg beschlagnahmt                                                                        |
| Niederdollendorf (Königswinter)      | St. Michael                                           | Joseph                        | 1873      | Christian Claren                 | ?                                                  | 300                                                | c                                                  | Umguss von zwei alten Glocken, im Ersten Weltkrieg beschlagnahmt                                                                        |
| Niederdollendorf (Königswinter)      | St. Michael                                           | Antonius Sebastian            | 1873      | Christian Claren                 | ?                                                  | 210                                                | es                                                 | Umguss von zwei alten Glocken, im Ersten Weltkrieg beschlagnahmt                                                                        |
| Frimmersdorf (Grevenbroich)          | St. Martin                                            |                               | 1874      | Christian Claren                 | 1050                                               | 750                                                | ?                                                  | Durch Kriegseinwirkung vernichtet (S. 48)                                                                                               |
| Dülken (Viersen)                     | St. Cornelius                                         | Hl. Familie                   | 1875      | Christian Claren                 | 535                                                | 50                                                 | e                                                  | "Me fecit Chr. Claren 1875" |
| Dülken (Viersen)                     | St. Cornelius                                         | Corneliusglocke               | 1875      | Christian Claren                 | 600                                                | 150                                                | a                                                  | "Me fecit Chr. Claren 1875" |
| Eicken (Mönchengladbach)             | St. Maria Rosenkranz                                  |                               | 1875      | Christian Claren                 | 600                                                | 180                                                | ?                                                  | (S. 66) |
| Schweinheim (Euskirchen)             | Hl. Dreifaltigkeit                                    | Antonius                      | 1876      | Christian Claren                 | 456                                                | 60                                                 | b2+1                                               | S. 124 ff |
| Ersdorf (Meckenheim)                 | St. Jakobus der Ältere                                | Jakobus                       | 1877      | Christian Claren                 | 1110                                               | 850                                                | f1+5                                               | [ 8 ] |
| Evinghofen (Rommerskirchen)          | St. Antonius Eremit                                   | Antonius                      | 1877      | Christian Claren                 | 1050                                               | 611                                                | g1-3                                               | "VON CLAREN GEMACHT * ANTONIUS GETAUFT BIN ICH* RUF AUS DER HOEHE 1877" (S. 111)                                                        |
| Bensberg (Bergisch Gladbach)         | St. Nikolaus                                          |                               | 1878      | Christian Claren                 | 600                                                | 150                                                | fis2                                               | (S. 22) |
| Elkhausen (Katzwinkel)               | St. Bonifatius                                        | Maria                         | 1878      | Christian Claren                 | 540                                                | 85                                                 | f2                                                 | 1878 (S. 22) |
| Evinghofen (Rommerskirchen)          | St. Antonius Eremit                                   | Maria                         | 1878      | Christian Claren                 | 940                                                | 500                                                | a1+1                                               | SANCTE MARIA* VOCO POPULARIS * GEGOSSEN VON CHRISTIAN CLAREN ZU SIEGLAR 1878" , (S. 111),                                               |
| Hermerath (Neunkirchen-Seelscheid)   | St. Anna                                              | Glocke I                      | 1878      | Christian Claren                 | 800                                                | 300                                                | b1                                                 | durch Kriegseinwirkung vernichtet (S. 47)                                                                                               |
| Hermerath (Neunkirchen-Seelscheid)   | St. Anna                                              | Glocke II                     | 1878      | Christian Claren                 | 720                                                | 200                                                | c2                                                 | durch Kriegseinwirkung nicht vernichtet (S. 47)                                                                                         |
| Strempt (Mechernich)                 | St. Rochus                                            |                               | 1878      | Christian Claren                 | ?                                                  | ?                                                  | h1                                                 | (S. 164) |
| Angelsdorf (Elsdorf)                 | St. Lucia                                             |                               | 1879      | Christian Claren                 | 900                                                | 365                                                | a1                                                 | durch Kriegseinwirkung vernichtet (S. 72)                                                                                               |
| Wißkirchen (Euskirchen)              | St. Medardus                                          | Marien-Glocke                 | 1879      | Christian Claren                 | 872                                                | 400                                                | a1+8                                               | UMGEGOSSEN VON CHRISTIAN CLAREN 1879 IN SIEGLAR S. 140 ff                                                                               |
| Alendorf (Blankenheim)               | St. Agatha                                            |                               | 1880/1890 | Christian Claren                 | 552                                                | 89                                                 | ges2 -2                                            | (S. 20 ff) |
| Mahlberg (Münstereifel)              | St. Michael                                           | Michael                       | 1880      | Christian Claren                 | 542                                                | 100                                                | fis2-2                                             | GEGOSSEN VON CHRIST. CLAREN IN SIEGLAR 1880 (S. 78 ff)                                                                                  |
| Niederpleis (St. Augustin)           | St. Martinus                                          | Maria                         | 1880      | Christian Claren                 | 1182                                               | 900                                                | f′ -3                                              | „Als frommes Lob möge sie erklingen. Auch sei Maria Beschützerin.“ (S. 65)                                                              |
| Waldorf (Blankenheim)                | St. Dionysius                                         | Dionysius, Barbara, Aegidius  | 1880      | Christian Claren                 | 550                                                | 105                                                | g                                                  | "GEGOSSEN VON CHRIS. CLAREN IN SIEGLAR" (S. 51)                                                                                         |
| Winterscheid                         | St. Servatius                                         | Maria + Sebastian             | 1880      | Christian Claren                 | 1290                                               | 1340                                               | es1-3                                              | GEGOSSEN VON CHRISTIAN CLAREN IN SIEGLAR 1880 (S. 56 ff)                                                                                |
| Winterscheid                         | St. Servatius                                         | Servatius                     | 1880      | Christian Claren                 | 1156                                               | 930                                                | f1+2                                               | GEGOSSEN VON CHRISTIAN CLAREN IN SIEGLAR 1880 (S. 56 ff)                                                                                |
| Borr (Erftstadt)                     | St. Martinus                                          |                               | 1881      | Christian Claren                 | 745                                                | 220                                                | c2                                                 | (S. 19 ff) |
| Zange (Siegburg)                     | St. Hedwig                                            | Hedwig                        | 1882      | Christian Claren                 | 678                                                | 200                                                | es2-6                                              | (S. 113) |
| Hückeswagen                          | St. Mariä Himmelfahrt                                 |                               | 1883      | Christian Claren                 | 1190                                               | 1012                                               | ?                                                  | Durch Kriegseinwirkung vernichtet (S. 11 ff)                                                                                            |
| Vussem (Mechernich)                  | St. Margareta                                         |                               | 1883      | Christian Claren                 | 460                                                | 60                                                 | ?                                                  | (164 ff) |
| Arzdorf (Wachtberg)                  | St. Antonius der Einsiedler                           | Antonius Stanislaus Servatius | 1884      | Christian Claren                 | 496                                                | 70                                                 | gis2-3                                             | [ 8 ] |
| Kirdorf (Bedburg)                    | St. Willibrordus                                      |                               | 1884      | Christian Claren                 | 980                                                | 550                                                | ?                                                  | durch Kriegseinwirkungen vernichtet (S. 45)                                                                                             |
| Lipp (Bedburg)                       | St. Ursula                                            | Maria                         | 1884      | Christian Claren                 | 1074                                               | 750                                                | fis1+4                                             | UMGEGOSSEN VON CHRISTIAN CLAREN IN SIEGLAR 1884(S. 53 ff)                                                                               |
| Lipp (Bedburg)                       | St. Ursula                                            | Ursula                        | 1884      | Christian Claren                 | 974                                                | 520                                                | gis1                                               | UMGEGOSSEN VON CHRISTIAN CLAREN IN SIEGLAR 1884(S. 53 ff)                                                                               |
| Lipp (Bedburg)                       | St. Ursula                                            | Joseph Maria                  | 1884      | Christian Claren                 | 855                                                | 350                                                | ais1-2                                             | GEGOSSEN VON CHRISTIAN CLAREN IN SIEGLAR 1884(S. 53 ff)                                                                                 |
| Scheuren (Münstereifel)              | St. Wendelin und Agatha                               | Michael Wendelinus Agatha     | 1884      | Christian Claren                 | ?                                                  | ?                                                  | ?                                                  | FUER DIE KAPELLE ZU SCHEUREN UMGEGOSSEN VON CHRIST. CLAREN IN SIEGLAR 1884 S. 107                                                       |
| Stockum (Sundern)                    | St. Pankratius                                        | Aloisius                      | 1884      | Christian Claren                 | ?                                                  | ?                                                  | b2                                                 | |
| Mömerzheim (Swisttal)                | St. Maria von der immerwährenden Hilfe                |                               | 1885      | Christian Claren                 | 420                                                | 40                                                 | ?                                                  | [ 8 ] |
| Schönenberg (Ruppichteroth)          | St. Maria Magdalena                                   | Maria Magdalena               | 1885      | Christian Claren                 | 580                                                | 110                                                | e2-4                                               | UMGEGOSSEN VON CHR. CLAREN IN SIEGLAR 1885 (S. 52 ff)                                                                                   |
| Dreisel (Windeck)                    | Bruder-Klaus-Kapelle                                  | Marienglocke                  | 1886      | Christian Claren                 | 433                                                | 60                                                 | a2                                                 | (S. 89 f) |
| Bilderstöckchen (Köln)               | St. Franziskus                                        | Glocke I                      | 1888      | Christian Claren                 | 430                                                | 50                                                 | ?                                                  | (S. 248) |
| Birk (Lohmar)                        | St. Mariä Geburt                                      | Marienglocke                  | 1888      | Christian Claren                 | 1090                                               | 710                                                | f1 + 9                                             | Durch Kriegseinwirkung vernichtet. (S. 18)                                                                                              |
| Bonn                                 | St. Josef an der Höhe                                 |                               | 1888      | Christian Claren                 | 600                                                | 117                                                | e2                                                 | (S. 57) |
| Oberkassel (Bonn)                    | St. Cäcilia                                           | Maria                         | 1888      | Christian Claren                 | 1009                                               | 650                                                | g1 +10                                             | "GEGOSSEN VON C. CLAREN IN SIEGLAR 1888" (S. 263 ff)                                                                                    |
| Rüngsdorf                            | St. Andreas                                           | Andreas und Maria             | 1888      | Christian Claren                 | ?                                                  | ?                                                  | ?                                                  | 1888 gesprungen |
| Stockhausen (Windhagen)              | Marienkapelle                                         |                               | 1888      | Christian Claren                 | 525                                                | 50                                                 |                                                    | Zuordnung durch das Eichenlaubfries der Firma Claren                                                                                    |
| Kapellen (Grevenbroich)              | St. Clemens                                           | Johannes                      | 1889      | Christian Claren                 | 950                                                | 82                                                 | g1+2                                               | "Gegossen von C. Claren in Sieglar 1889"(S. 70f)                                                                                        |
| Niederkastenholz (Euskirchen)        | St. Laurentius                                        | Laurentius                    | 1889      | Christian Claren                 | 612                                                | 145                                                | es2+1                                              | "FÜR DIE KAPELLENGEMEINDE NIEDERKASTENHOLZ UMGEGOSSEN VON C. CLAREN IN SIEGLAR 1889" S. 107ff                                           |
| Bergneustadt                         | Evangelische Kirche                                   |                               | 1889      | Christian Claren                 | ?                                                  | ?                                                  | b                                                  | Vertrag vom 27.2.1889 |
| Pützchen (Bonn)                      | St. Adelheid                                          |                               | 1890      | Christian Claren                 | 640                                                | 160                                                | es2                                                | durch Brand zerstört(S. 165) |